# Yi-språken
Yi-språken är en grupp språk av den tibetoburmanska språkgruppen, av undergruppen yipho-burmanska språk. I gruppen ingår flera språk, som moso, nosu och lalo. Det kännetecknande för yi-språken är att de talas av folk som i Kina räknas höra till yifolket.

## Klassificering
Yi-språken är visserligen alla tämligen nära släkt, men det har hävdats att de inte är närmare släkt med varandra än med språk som inte ingår i gruppen, till exempel lisu och lahu, och att de inte ens alla tillhör samma undergrupp av yipho-språk.
En annan benämning som ofta använts för språk inom denna grupp är lolo, inom Kina anses dock denna term vara starkt nedsättande, och därför har termen yi eller yipho börjat ersätta denna term. I beskrivning av nära besläktade språk i Sydöstasien stöter man dock fortfarande ofta på begreppet lolo.

## Skriftspråk
Nosu skrevs tidigare (huvudsakligen av prästerna) med en teckenskrift av kinesisk typ, vilken dock aldrig standardiserades. Med utgångspunkt från denna skrift har en standardiserad stavelseskrift skapats, vilken har lanserats som ett skriftsystem för Yi-folket. Den traditionella skriften var dock aldrig spridd utanför nosu, och även inom nosu har stavelseskriften haft vissa svårigheter att bli allmänt accepterad.